# 妙法寺 (金沢市)
妙法寺（みょうほうじ）は、石川県金沢市寺町4丁目にある日蓮宗の寺院。山号は大蓮山。旧本山は大本山本圀寺（六条門流）、勇師法縁。石川県指定文化財の紙本著色圓智院妙浄画像を所蔵する。本堂の裏側のドウダンツツジは金沢市文化財。

## 歴史
- 天正元年（1573年）開基。加賀藩藩医内藤蘭州、金沢歌舞伎嵐冠者、俳人杉原竹女などの墓がある。

## 石川県指定文化財
紙本著色圓智院妙浄画像 : 圓智院妙浄（慶長3年（1598年）没）は妙法寺の開基で前田利家の弟佐脇良之の娘。利家の養女になり篠原一孝の室となった。本像はその追慕像として制作された。附の妙法蓮華経8巻は室町時代の制作で経箱は安土桃山時代の制作。本像正面に描かれるのはこの経巻と考えられる。寺伝ではいずれも遺品とされる。

## 参考資料
- 日蓮宗寺院大鑑編集委員会『宗祖第七百遠忌記念出版 日蓮宗寺院大鑑』大本山池上本門寺 (1981年)